# Instytut Antropologii i Etnologii Uniwersytetu im. Adama Mickiewicza w Poznaniu
Instytut Antropologii i Etnologii Uniwersytetu im. Adama Mickiewicza w Poznaniu (IAiE UAM) – jednostka organizacyjna Uniwersytetu im. Adama Mickiewicza w Poznaniu, jeden z 3 instytutów i katedr tworzących Wydział Antropologii i Kulturoznawstwa Uniwersytetu im. Adama Mickiewicza. Siedzibą instytutu był w latach 1990–2015 gmach Collegium Historicum (obecnie Collegium Martineum) przy ul. Święty Marcin 78. Obecnie instytut znajduje się w gmachu Collegium Historicum przy ul. Uniwersytetu Poznańskiego 7.

## Historia
Instytut Etnologii powstał w 1919 roku z chwilą powstania UAM i jako taki jest najstarszym ośrodkiem badań etnologicznych na terenie Polski. Pierwotnie istniał jako Instytut Etnologiczny, którego pierwszym dyrektorem był prof. dr Jan Stanisław Bystroń, piastujący katedrę etnologii i folkloru. W 1926 roku funkcję dyrektora objął prof. dr. Eugeniusz Frankowski, którą piastował przez wiele kadencji, także po II wojnie światowej, kiedy Instytut wznowił działalność naukową i dydaktyczną. Od roku 1950 Instytut funkcjonował jako Katedra i Zakład Etnografii, którą przemianowano w 1957 roku na Katedrę Etnografii. W tym samym roku kierownictwo objął prof. dr hab. Józef Burszta, który doprowadził do wydania 3 tomowego dzieła Kultura ludowa Wielkopolski będącego zbiorem prac przeprowadzonych przez pracowników i studentów Instytutu. Etnografowie poznańscy wywodzący się z Instytutu, od roku 1961 uczestniczyli w pracach nad wydaniem Dzieł wszystkich Oskara Kolberga. W 1976 roku zorganizowano wyprawy do Afryki i Azji, rozwijając tzw. studia pozaeuropejskie. W 1979 roku kierownikiem Katedry został prof. dr hab. Zbigniew Jasiewicz. W 1980 roku powołano Pracownię Słownika Etnologicznego, który został wydany drukiem w 1987 roku pod redakcją Zofii Staszczak. W roku 1981 zorganizowano wyprawą do Ameryki Południowej. W 1982 roku Katedrę przekształcono na powrót w Instytut Etnologii, a w roku 1992 rozszerzono nazwę placówki do Instytutu Etnologii i Antropologii Kulturowej. W latach 1993–2008 funkcję dyrektora pełnił prof. dr hab. Aleksander Posern-Zieliński, które zastąpił w tej funkcji prof. dr hab. Michał Buchowski.
Dokumentacja z badan terenowych przechowywana jest w Archiwum.
Poza obszarem Polski zainteresowania Instytutu koncentrują się na Europie Środkowej, Afryce, Ameryce Łacińskiej oraz Azji.
Przez wszystkie lata istnienia Instytutu, studia ukończyło ponad 1000 absolwentów, wypromowano 118 doktorów i przeprowadzono 28 przewodów habilitacyjnych.
Od 1 października 2019 roku, zarządzeniem Rektora UAM, Instytut Antropologii i Etnologii Kulturowej jest jedną z jednostek organizacyjnych Wydział Antropologii i Kulturoznawstwa Uniwersytetu im. Adama Mickiewicza w Poznaniu.
Od 1 stycznia 2020 roku, zarządzeniem Rektora UAM, Instytut funkcjonuje pod nową nazwą Instytut Antropologii i Etnologii Uniwersytetu im. Adama Mickiewicza w Poznaniu.

## Osoby związane z Instytutem

### Poczet kierowników i dyrektorów
1. prof. dr Jan Stanisław Bystroń (1919–1925)
2. prof. dr Eugeniusz Frankowski (1926-1952)
3. prof. dr Józef Gajek (1952-1953)
4. prof. dr Eugeniusz Frankowski (1953-1957)
5. prof. dr hab. Józef Burszta (1957-1979)
6. prof. dr hab. Zbigniew Jasiewicz (1979-1993)
7. prof. dr hab. Aleksander Posern-Zieliński (1993-2008)
8. prof. dr hab. Michał Buchowski (od 2008)

### Inne osoby związane z Instytutem
- prof. dr hab. Maria Frankowska (ur. 1906 w Bołogoje, ZSRR, zm. 17 września 1996 w Warszawie)
- doc. dr Tadeusz Wróblewski (ur. 1914 w Poznaniu, zm. 1972 w Poznaniu)
- dr hab. Zofia Staszczak (ur. 1928 w Bychawie, zm. 17 maja 2011 w Poznaniu)
- dr hab. Roderyk Lange (ur. 1930 w Bydgoszczy, zm. 16 marca 2017 w Saint Helier, Jersey, USA)
- prof. dr hab. Anna Szyfer (ur. 1931 w Warszawie, zm. 24 lipca 2018 w Olsztynie)
- prof. dr hab. Wojciech Burszta (ur. 1957 w Poznaniu, zm. 5 lutego 2021 w Milanówku)
- prof. dr hab. Andrzej Brencz (ur. 1943 w Ostrówcu Świętokrzyskim, zm. 17 marca 2020)

## Władze Instytutu
W kadencji 2020–2024:
| Stanowisko                           | Imię i nazwisko                |
| ------------------------------------ | ------------------------------ |
| Dyrektor                             | prof. dr hab. Michał Buchowski |
| Zastępca dyrektora ds. dydaktycznych | dr hab. Katarzyna Marciniak    |

## Struktura organizacyjna
W ramach Instytutu funkcjonują następujące zakłady:

### Zakład Antropologii Kulturowej
Samodzielni pracownicy naukowi:
- prof. dr hab. Waldemar Kuligowski – kierownik Zakładu
- dr hab. Bartosz Korzeniewski
- dr hab. Adam Pomieciński
- dr hab. Zbigniew Szmyt
- dr hab. Danuta Penkala-Gawęcka (profesor emerytowana)

### Zakład Antropologii Społecznej
Samodzielni pracownicy naukowi:
- dr hab. Agata Stanisz – kierownik Zakładu
- prof. dr hab. Michał Buchowski
- dr hab. Natalia Bloch
- dr hab. Aleksandra Lis-Plesińska
- dr hab. Izabella Main

### Zakład Etnologii
Samodzielni pracownicy naukowi:
- dr hab. Jacek Schmidt – kierownik Zakładu
- prof. dr hab. Ryszard Vorbrich
- dr hab. Anna Weronika Brzezińska
- dr hab. Agnieszka Chwieduk
- dr hab. Katarzyna Marciniak

### Zakład Teorii i Metodologii Antropologii
Samodzielni pracownicy naukowi:
- dr hab. Wojciech Dohnal – kierownik Zakładu
- dr hab. Piotr Fabiś
- prof. dr hab. Zbigniew Jasiewicz (profesor emerytowany)
- prof. dr hab. Aleksander Posern-Zieliński (profesor emerytowany)